# Барани (фільм)
«Барани» (ісл. Hrútar) — ісландський комедійно-драматичний фільм, знятий Грімуром Хякорнасоном. Світова прем'єра стрічки відбулась 15 травня 2015 року на Каннському кінофестивалі 2015, де вона отримала головну нагороду «Особливого погляду». Також фільм був обраний для показу у секції «Сучасне світове кіно» на міжнародному кінофестивалі у Торонто 2015. Фільм був висунутий Ісландією на премію «Оскар-2016» у номінації «найкращий фільм іноземною мовою».

## Сюжет
У самотній долині Ісландії живуть два брати, які вже сорок років не розмовляють один з одним. Але їм доведеться порушити мовчання і стати одним цілим для того, щоб врятувати найдорожче, що у них є — їх баранів.

## У ролях
- Сігюрдюр Сігюрйоунссон — Гаммі
- Теодор Юліуссон — Кідді
- Шарлотта Бьовінг — Катрін
- Йон Беноніссон — Рунольфур
- Гуннар Йонссон — Грімур
- Торлейфюр Ейнарссон — Сіндрі
- Свеінн Олафур Гуннарссон — Б'ярні

## Визнання
| Нагороди та номінації фільму «Барани» | Нагороди та номінації фільму «Барани»           | Нагороди та номінації фільму «Барани» | Нагороди та номінації фільму «Барани» | Нагороди та номінації фільму «Барани» | Нагороди та номінації фільму «Барани» |
| Рік                                   | Нагорода                                        | Категорія                             | Номінант                              | Результат                             |                                       |
| ------------------------------------- | ----------------------------------------------- | ------------------------------------- | ------------------------------------- | ------------------------------------- | ------------------------------------- |
| 2015                                  | Каннський кінофестиваль 2015                    | Найкращий фільм «Особливого погляду»  | «Барани»                              | Перемога                              |                                       |
| 2015                                  | Трансільванський міжнародний кінофестиваль 2015 | Приз глядацької аудиторії             | «Барани»                              | Перемога                              |                                       |
| 2015                                  | Трансільванський міжнародний кінофестиваль 2015 | Спеціальний приз журі                 | «Барани»                              | Перемога                              |                                       |
| 2015                                  | Трансільванський міжнародний кінофестиваль 2015 | Трофей Трансільванії                  | «Барани»                              | Номінація                             |                                       |
| 2015                                  | Загребський кінофестиваль                       | «Золота коляска» за найкращий фільм   | «Барани»                              | Номінація                             |                                       |